# Kvalspelet till herrarnas ICC T20-VM 2021 – Europa
Kvalspelet till herrarnas ICC T20-VM 2021 – Europa var en cricketturnering som utgjorde en del av kvalprocessen till Herrarnas ICC T20-VM 2021 som hölls i Förenade Arabemiraten. Tolv regionala kval organiserades av International Cricket Council (ICC) 2018, med 62 lag i fem regioner – Afrika, Nord- och Sydamerika, Asien, Östasien-Stilla Havet och Europa. De 25 bästa lagen från dessa tävlingar gick vidare till de regionala finalerna 2019, och sju av dessa vidare till huvudkvalet.
Arton lag från den europeiska regionen deltog i tävlingens inledande fas, uppdelade i tre grupper bestående av sex lag var. Dessa matcher ägde rum i Nederländerna mellan 29 augusti – 2 september 2018. De två topplagen från varje grupp avancerade vidare till de europeiska regionala finalerna. I april 2018 gav International Cricket Council (ICC) hel status till alla herrmatcher i Twenty20 mellan medlemsländer från och med 1 januari 2019, och därmed spelades alla matcher i den regionala finalen som fullvärdiga T20I matcher.
Tre av matcherna under en dag av kvalen övergavs på grund av regn. Alla tre matcher spelades istället under turneringens reservdag, 31 augusti 2018. Danmark och Tyskland kvalificerades till den regionala finalen från grupp A. De fick sällskap av Italien och Jersey från grupp B, samt Norge och Guernsey från grupp C.
Den regionala finalen hölls på Guernsey i juni 2019. Jersey vann den regionala finalen och gick vidare till huvudkvalet. Jersey och Tyskland fick båda lika många poäng, men Jersey toppade på net run rate.

## Lag
| Grupp A                                                          | Grupp B                                                        | Grupp C                                                      |
| ---------------------------------------------------------------- | -------------------------------------------------------------- | ------------------------------------------------------------ |
| - Österrike - Cypern - Danmark - Frankrike - Tyskland - Portugal | - Belgien - Finland - Isle of Man - Italien - Jersey - Spanien | - Tjeckien - Gibraltar - Guernsey - Israel - Norge - Sverige |

## Grupp A

### Poängtabell
| Plats | Lag       | Resultat | Resultat | Resultat | Resultat | Resultat | Resultat | Kvalificering                         |
| Plats | Lag       | S        | V        | F        | IR       | P        | NRR      | Kvalificering                         |
| ----- | --------- | -------- | -------- | -------- | -------- | -------- | -------- | ------------------------------------- |
| 1     | Danmark   | 5        | 5        | 0        | 0        | 10       | 3.318    | Kvalificering till regionalt slutspel |
| 2     | Tyskland  | 5        | 3        | 2        | 0        | 6        | 2.527    | Kvalificering till regionalt slutspel |
| 3     | Österrike | 5        | 3        | 2        | 0        | 6        | 0.729    |                                       |
| 4     | Frankrike | 5        | 2        | 3        | 0        | 4        | –2.473   |                                       |
| 5     | Portugal  | 5        | 1        | 4        | 0        | 2        | –0.804   |                                       |
| 6     | Cypern    | 5        | 1        | 4        | 0        | 2        | –2.361   |                                       |

### Matcher
| 29 augusti 2018 11:00 Rapport |

| Portugal 118/3 (20 overs)                     | v | Österrike 119/4 (16.1 overs)                         |
| Tariq Aziz 32* (32) Imran Asif 2/24 (4 overs) |   | Bilal Zalmai 47 (34) Paolo Buccimazza 2/22 (4 overs) |

- Portugal vann lottningen och valde att slå.

| 29 augusti 2018 11:00 Rapport |

| Tyskland 179/7 (20 overs)                      | v | Cypern 70/9 (12 overs)                                    |
| Amith Sarma 69 (52) Abdul Manan 2/29 (4 overs) |   | Shoaib Ahmed 26 (20) Abdul-Shakoor Rahimzei 4/9 (3 overs) |

- Cypern vann lottningen och valde att fälta.
- Cypern gavs ett reducerat mål av 117 runs på 12 overs på grund av regn.

| 29 augusti 2018 16:00 Rapport |

| Frankrike 103/7 (20 overs)                      | v | Österrike 104/2 (11.1 overs)                         |
| Noman Amjad 26 (19) Waqar Zalmai 3/33 (4 overs) |   | Shadnan Khan 42* (23) Mobashar Ashraf 1/12 (2 overs) |

- Frankrike vann lottningen och valde att slå.

| 29 augusti 2018 16:00 Rapport |

| Tyskland 86/8 (20 overs)                                    | v | Danmark 25/0 (5.1 overs) |
| Rishi Pillai 22 (35) Shangeev Thanikaithasan 2/14 (3 overs) |   | Hamid Shah 18* (21)      |

- Tyskland vann lottningen och valde att slå.

| 30 augusti 2018 11:00 Rapport |

| Danmark 189/6 (20 overs)                      | v | Cypern 28 (18.3 overs)                             |
| Hamid Shah 78 (49) Abdul Manan 2/30 (4 overs) |   | Mohsin Raza 5 (5) Nicolaj Laegsgaard 3/5 (4 overs) |

- Danmark vann lottningen och valde att slå.

| 30 augusti 2018 11:00 Rapport |

| Frankrike 114/8 (20 overs)                    | v | Portugal 112/7 (20 overs)                         |
| Noman Naeem 32 (29) Tariq Aziz 3/19 (3 overs) |   | Tariq Aziz 48 (51) Mobashar Ashraf 2/25 (4 overs) |

- Portugal vann lottningen och valde att fälta.

| 30 augusti 2018 16:00 Rapport |

| Danmark 118 (19.5 overs)                         | v | Österrike 111 (20 overs)                       |
| Mads Henriksen 38 (39) Imran Asif 3/21 (4 overs) |   | Imran Asif 22 (24) Anders Bulow 2/13 (4 overs) |

- Danmark vann lottningen och valde att slå.

| 30 augusti 2018 16:00 Rapport |

| Tyskland 207/4 (20 overs)                                | v | Frankrike 87/5 (20 overs)                    |
| Mudassar Muhammad 78 (50) Mobashar Ashraf 2/36 (3 overs) |   | Noman Amjad 32 (39) Talha Khan 1/5 (2 overs) |

- Frankrike vann lottningen och valde att fälta.

| 1 september 2018 11:00 Rapport |

| Portugal 109/8 (20 overs)                                   | v | Tyskland 110/2 (15.2 overs)                       |
| Zohaib Sarwar 34 (24) Abdul-Shakoor Rahimzei 2/13 (3 overs) |   | Daniel Weston 58* (44) Khalil Aziz 1/23 (2 overs) |

- Portugal vann lottningen och valde att slå.

| 1 september 2018 11:00 Rapport |

| Cypern 147 (19.2 overs)                          | v | Österrike 139/9 (20 overs)                  |
| Shoaib Ahmed 60 (46) Waqar Zalmai 2/16 (4 overs) |   | Amar Naeem 59 (49) Azan Baig 3/20 (3 overs) |

- Cypern vann lottningen och valde att slå.

| 1 september 2018 16:00 Rapport |

| Portugal 81 (18.4 overs)                      | v | Danmark 85/3 (15.1 overs)                           |
| Umar Farooq 28 (36) Saad Ahmad 4/17 (3 overs) |   | Anders Bulow 35 (34) Surinder Sharma 2/20 (4 overs) |

- Portugal vann lottningen och valde att slå.

| 1 september 2018 16:00 Rapport |

| Cypern 113 (18.5 overs)                   | v | Frankrike 114/6 (18.4 overs)                        |
| Azan Baig 20 (9) Paul Alam 3/15 (4 overs) |   | Noman Naeem 44 (45) Mangala Ketiyage 2/10 (2 overs) |

- Cypern vann lottningen och valde att slå.

| 2 september 2018 11:00 Rapport |

| Österrike 142/6 (20 overs)                          | v | Tyskland 140/6 (20 overs)                         |
| Armaan Randhawa 42 (27) Ahmed Wardak 2/29 (4 overs) |   | Daniel Weston 51 (56) Waqar Zalmai 3/23 (4 overs) |

- Österrike vann lottningen och valde att slå.

| 2 september 2018 11:00 Rapport |

| Danmark 176/5 (20 overs)                          | v | Frankrike 103/8 (20 overs)                       |
| Rizwan Mahmood 72 (50) Noman Amjad 2/43 (4 overs) |   | Jubaid Ahamed 27 (25) Oliver Hald 3/10 (4 overs) |

- Danmark vann lottningen och valde att slå.

| 2 september 2018 16:00 Rapport |

| Cypern 114/8 (20 overs)                               | v | Portugal 115/5 (18.1 overs)                      |
| Rafiqul Islam 24 (15) Paolo Buccimazza 2/15 (4 overs) |   | Arslan Ahmed 49 (34) Syed Hussain 2/23 (4 overs) |

- Cypern vann lottningen och valde att slå.

## Grupp B

### Poängtabell
| Plats | Lag         | Resultat | Resultat | Resultat | Resultat | Resultat | Resultat | Kvalificering                         |
| Plats | Lag         | S        | V        | F        | IR       | P        | NRR      | Kvalificering                         |
| ----- | ----------- | -------- | -------- | -------- | -------- | -------- | -------- | ------------------------------------- |
| 1     | Italien     | 5        | 5        | 0        | 0        | 10       | 1.696    | Kvalificering till regionalt slutspel |
| 2     | Jersey      | 5        | 4        | 1        | 0        | 8        | 2.113    | Kvalificering till regionalt slutspel |
| 3     | Spanien     | 5        | 2        | 3        | 0        | 4        | –0.445   |                                       |
| 4     | Belgien     | 5        | 2        | 3        | 0        | 4        | –0.806   |                                       |
| 5     | Finland     | 5        | 1        | 4        | 0        | 2        | –1.276   |                                       |
| 6     | Isle of Man | 5        | 1        | 4        | 0        | 2        | –1.657   |                                       |

### Matcher
| 29 augusti 2018 11:00 Rapport |

| Italien 147/9 (20 overs)                            | v | Spanien 115/6 (20 overs)                          |
| Nicholas Maiolo 41 (37) Atif Mehmood 4/21 (4 overs) |   | Paul Hennessy 40 (43) Michael Ross 2/17 (2 overs) |

- Spanien vann lottningen och valde att fälta.

| 29 augusti 2018 11:00 Rapport |

| Isle of Man 121/4 (20 overs)                           | v | Belgien 122/7 (19.4 overs)                           |
| Oliver Webster 42* (33) Ashiqullah Said 2/13 (4 overs) |   | Faisal Khaliq 23* (21) Chris Langford 2/18 (4 overs) |

- Isle of Man vann lottningen och valde att slå.

| 29 augusti 2018 16:00 Rapport |

| Isle of Man 136/5 (20 overs)                                                    | v | Finland 34/3 (7 overs)                               |
| Nathan Knights 36 (33) Maneesh Chauhan 1/20 (4 overs) Nurul Huda 1/20 (4 overs) |   | Jonathan Scamans 18 (19) Nicholas White 1/4 (1 over) |

- Finland vann lottningen och valde att fälta.
- Finland gavs ett reducerat mål av 49 runs på 7 overs på grund av regn.

| 30 augusti 2018 11:00 Rapport |

| Finland 122 (19.4 overs)                           | v | Belgien 126/7 (19.5 overs)                                  |
| Nathan Collins 74 (63) Faisal Khaliq 4/9 (4 overs) |   | Shaheryar Butt 61 (48) Hariharan Dandapani 2/16 (3.5 overs) |

- Finland vann lottningen och valde att slå.

| 30 augusti 2018 11:00 Rapport |

| Spanien 92/8 (20 overs)                        | v | Jersey 93/0 (14.4 overs) |
| Yasir Ali 21 (30) Benjamin Ward 3/16 (4 overs) |   | Benjamin Ward 54* (46)   |

- Spanien vann lottningen och valde att slå.

| 30 augusti 2018 16:00 Rapport |

| Italien 147/2 (20 overs)                          | v | Finland 91 (18.5 overs)                                |
| Manpreet Singh 50 (38) Tonmoy Saha 1/27 (3 overs) |   | Aniketh Pusthay 21 (18) Madupa Fernando 4/22 (4 overs) |

- Italien vann lottningen och valde att slå.

| 30 augusti 2018 16:00 Rapport |

| Jersey 156/4 (20 overs)                         | v | Isle of Man 102 (18.2 overs)                              |
| Ben Stevens 75 (55) Kieran Cawte 4/27 (4 overs) |   | Daniel Kniveton 23 (27) Harrison Carlyon 3/12 (3.2 overs) |

- Jersey vann lottningen och valde att slå.

| 31 augusti 2018 11:00 Rapport |

| Jersey 112/8 (20 overs)                              | v | Italien 113/5 (17.5 overs)                          |
| Julius Sumerauer 30 (29) Baljit Singh 2/11 (4 overs) |   | Jaspreet Singh 32 (23) Benjamin Ward 2/11 (2 overs) |

- Italien vann lottningen och valde att fälta.

| 1 september 2018 11:00 Rapport |

| Isle of Man 87 (20 overs)                          | v | Spanien 89/4 (13.4 overs)                         |
| Oliver Webster 17 (18) Ravi Panchal 3/13 (4 overs) |   | Yasir Ali 30 (29) Chris Langford 2/18 (2.4 overs) |

- Isle of Man vann lottningen och valde att slå.

| 1 september 2018 11:00 Rapport |

| Belgien 141/9 (20 overs)                          | v | Italien 144/4 (18.2 overs)                          |
| Mamoon Latif 39 (34) Rakibul Hasan 3/17 (4 overs) |   | Nicholas Maiolo 57* (42) Reyhan Faiz 2/33 (3 overs) |

- Belgien vann lottningen och valde att slå.

| 1 september 2018 16:00 Rapport |

| Finland 119/6 (20 overs)                        | v | Spanien 91/9 (20 overs)                         |
| Nathan Collins 50 (50) Yasir Ali 2/14 (3 overs) |   | Yasir Ali 21 (33) Shoaib Qureshi 2/14 (4 overs) |

- Spanien vann lottningen och valde att fälta.

| 1 september 2018 16:00 Rapport |

| Belgien 89 (19.5 overs)                         | v | Jersey 90/2 (10.2 overs)                        |
| Abdul Rashid 22 (19) Ben Stevens 4/10 (4 overs) |   | Jonty Jenner 36* (41) Reyhan Faiz 1/14 (1 over) |

- Belgien vann lottningen och valde att slå.

| 2 september 2018 11:00 Rapport |

| Isle of Man 113 (19.2 overs)                          | v | Italien 114/2 (13.3 overs)                           |
| Nathan Knights 30 (16) Nicholas Maiolo 3/11 (4 overs) |   | Manpreet Singh 47 (39) Matthew Ansell 1/14 (4 overs) |

- Italien vann lottningen och valde att fälta.

| 2 september 2018 11:00 Rapport |

| Jersey 130/8 (20 overs)                                 | v | Finland 66 (15.3 overs)                            |
| Jonty Jenner 40 (28) Hariharan Dandapani 3/19 (4 overs) |   | Peter Gallagher 11 (8) Ben Kynman 4/10 (2.3 overs) |

- Jersey vann lottningen och valde att slå.

| 2 september 2018 16:00 Rapport |

| Belgien 126/6 (20 overs)                         | v | Spanien 127/6 (19.1 overs)                      |
| Shaheryar Butt 46* (44) Yasir Ali 2/18 (3 overs) |   | Yasir Ali 40 (45) Shaheryar Butt 2/26 (4 overs) |

- Belgien vann lottningen och valde att slå.

## Grupp C

### Poängtabell
| Plats | Lag       | Resultat | Resultat | Resultat | Resultat | Resultat | Resultat | Kvalificering                         |
| Plats | Lag       | S        | V        | F        | IR       | P        | NRR      | Kvalificering                         |
| ----- | --------- | -------- | -------- | -------- | -------- | -------- | -------- | ------------------------------------- |
| 1     | Norge     | 5        | 5        | 0        | 0        | 10       | 2.356    | Kvalificering till regionalt slutspel |
| 2     | Guernsey  | 5        | 4        | 1        | 0        | 8        | 1.895    | Kvalificering till regionalt slutspel |
| 3     | Sverige   | 5        | 3        | 2        | 0        | 6        | 0.203    |                                       |
| 4     | Israel    | 5        | 1        | 4        | 0        | 2        | –0.438   |                                       |
| 5     | Tjeckien  | 5        | 1        | 4        | 0        | 2        | –1.660   |                                       |
| 6     | Gibraltar | 5        | 1        | 4        | 0        | 2        | –2.273   |                                       |

### Matcher
| 29 augusti 2018 11:00 Rapport |

| Gibraltar 70 (18.5 overs)                             | v | Guernsey 76/0 (10.5 overs) |
| Balaji Pai 33 (35) William Peatfield 3/11 (3.5 overs) |   | Lucas Barker 52* (37)      |

- Guernsey vann lottningen och valde att fälta.

| 29 augusti 2018 11:00 Rapport |

| Tjeckien 111/8 (20 overs)                      | v | Sverige 112/4 (18.1 overs)                                 |
| Hilal Ahmad 26 (24) Azam Khalil 3/13 (4 overs) |   | Bilal Zaigham 41* (52) Sudesh Wickramasekara 2/9 (4 overs) |

- Sverige vann lottningen och valde att fälta.

| 30 augusti 2021 11:00 Rapport |

| Tjeckien 41/9 (9 overs)                             | v | Norge 42/0 (5.2 overs) |
| Arshad Hayat 9* (11) Hayatullah Niazi 3/9 (2 overs) |   | Raza Iqbal 26* (22)    |

- Norge vann lottningen och valde att fälta.
- Matchen reducerades till nio overs per lag på grund av regn.

| 30 augusti 2018 11:00 Rapport |

| Israel 79/8 (20 overs)                               | v | Guernsey 80/3 (15.1 overs)                            |
| Eshkol Solomon 26 (32) Anthony Stokes 3/18 (4 overs) |   | Luke Le Tissier 33* (35) Roshan Guruge 2/23 (4 overs) |

- Guernsey vann lottningen och valde att fälta.

| 30 augusti 2018 16:00 Rapport |

| Gibraltar 58 (18.2 overs)                   | v | Norge 62/1 (9.1 overs)                                   |
| Balaji Pai 16 (17) Raza Iqbal 3/7 (4 overs) |   | Abdullah Sheikh 35* (28) Richard Hatchman 1/14 (2 overs) |

- Norge vann lottningen och valde att fälta.

| 30 augusti 2018 16:00 Rapport |

| Sverige 142/8 (20 overs)                             | v | Israel 102/8 (20 overs)                               |
| Waqas Haider 30 (18) Raphael Schachat 3/30 (4 overs) |   | Shailesh Bangera 22 (19) Azam Mohammad 3/14 (4 overs) |

- Israel vann lottningen och valde att fälta.

| 31 augusti 2018 11:00 Rapport |

| Israel 161/7 (20 overs)                           | v | Gibraltar 109/8 (20 overs)                           |
| Emanuel Solomon 70 (31) Balaji Pai 3/34 (4 overs) |   | Matthew Hunter 41* (45) Yair Nagavkar 2/13 (3 overs) |

- Gibraltar vann lottningen och valde att fälta.

| 31 augusti 2018 11:00 Rapport |

| Norge 150/6 (20 overs)                         | v | Sverige 94 (18.4 overs)                             |
| Ansar Iqbal 39 (29) Azam Khalil 2/18 (4 overs) |   | Sabir Zahoor 31 (30) Hayatullah Niazi 3/7 (4 overs) |

- Sverige vann lottningen och valde att fälta.

| 1 september 2018 11:00 Rapport |

| Sverige 107 (20 overs)                                   | v | Guernsey 111/4 (19.3 overs)                      |
| Abhijit Venkatesh 24 (35) Luke Le Tissier 3/16 (4 overs) |   | Josh Butler 52* (45) Wakil Jalali 3/18 (4 overs) |

- Sverige vann lottningen och valde att slå.

| 1 september 2018 11:00 Rapport |

| Tjeckien 117/9 (20 overs)                     | v | Gibraltar 120/2 (19.1 overs)                    |
| Hilal Ahmad 23 (18) Balaji Pai 5/22 (4 overs) |   | Balaji Pai 75* (58) Naveed Ahmed 1/17 (4 overs) |

- Gibraltar vann lottningen och valde att fälta.

| 1 september 2018 16:00 Rapport |

| Guernsey 90/7 (20 overs)                           | v | Norge 91/5 (16.3 overs)                               |
| Tom Nightingale 31 (35) Ansar Iqbal 3/20 (4 overs) |   | Suhail Iftikhar 29 (41) Anthony Stokes 3/18 (4 overs) |

- Guernsey vann lottningen och valde att slå.

| 1 september 2018 16:00 Rapport |

| Israel 112/6 (20 overs)                                 | v | Tjeckien 113/6 (20 overs)                      |
| Eshkol Solomon 50 (47) Sameera Waththage 4/17 (4 overs) |   | Arun Ashokan 37 (25) Josh Evans 2/23 (4 overs) |

- Tjeckien vann lottningen och valde att fälta.

| 2 september 2018 11:00 Rapport |

| Sverige 149/6 (20 overs)                                  | v | Gibraltar 118/4 (20 overs)                   |
| Raz Ahsik Imtiaz 72* (49) Charles Harrison 2/21 (4 overs) |   | Balaji Pai 46 (41) Usman Arif 1/13 (4 overs) |

- Gibraltar vann lottningen och valde att fälta.

| 2 september 2018 11:00 Rapport |

| Norge 143 (19.5 overs)                                 | v | Israel 119 (18.3 overs)                        |
| Pratik Agnihotri 38 (43) Tomer Kahamker 5/25 (4 overs) |   | Josh Evans 32 (30) Raza Iqbal 3/15 (3.3 overs) |

- Israel vann lottningen och valde att fälta.

| 2 september 2018 16:00 Rapport |

| Guernsey 181/4 (20 overs)                                   | v | Tjeckien 59 (15.5 overs)                              |
| Matthew Stokes 80 (53) Sudesh Wickramasekara 2/25 (4 overs) |   | Sumit Pokhriyal 22 (37) Anthony Stokes 4/10 (4 overs) |

- Tjeckien vann lottningen och valde att fälta.

## Regionala finaler
De regionala finalerna hölls i Guernsey mellan 15 och 20 juni 2019. Tyskland presenterade sin spelartrupp för finalspelet under 14 maj 2019. Laget inkluderade tre spelare med erfarenhet från engelsk county cricket, dessa tre var Ollie Rayner, Craig Meschede och Dieter Klein. Endast Meschede åkte till Guernsey för att spela i finalspelet dock. På 31 maj 2019 konfirmerade ICC alla spelartrupper inför de regionala finalerna. Under turneringen bytte Tyskland ut den skadade Daniel Weston med Michael Richardson, som även han har spelat county cricket i England.
Vid mittpunkten av de regionala finalerna hade Jersey och Italien tagit en ledning över de andra lagen, båda med tre vinster från tre matcher. Alla fyra matcher planerade för den 18 juni sköts fram till reservdagen 20 juni på grund av dåligt väder. På den sista matchdagen vann Jersey gruppen för att avanceras vidare till de interkontinentala kvalspelen. De gjorde detta trots att de förlorade mot Tyskland på den sista matchdagen och tog sig endast vidare på sin överlägsna net run rate.
| Kvalade lag | Kvalade lag |
| ----------- | ----------- |
| Grupp A     | Danmark     |
| Grupp A     | Tyskland    |
| Grupp B     | Italien     |
| Grupp B     | Jersey      |
| Grupp C     | Norge       |
| Grupp C     | Guernsey    |

### Poängtabell
| Plats | Lag          | Resultat | Resultat | Resultat | Resultat | Resultat | Resultat | Kvalificering                                 |
| Plats | Lag          | S        | V        | F        | IR       | P        | NRR      | Kvalificering                                 |
| ----- | ------------ | -------- | -------- | -------- | -------- | -------- | -------- | --------------------------------------------- |
| 1     | Jersey       | 5        | 4        | 1        | 0        | 8        | 1.802    | Kvalificering till interkontinentalt slutspel |
| 2     | Tyskland     | 5        | 4        | 1        | 0        | 8        | 1.749    |                                               |
| 3     | Italien      | 5        | 3        | 2        | 0        | 6        | −0.687   |                                               |
| 4     | Danmark      | 5        | 2        | 3        | 0        | 4        | 0.171    |                                               |
| 5     | Guernsey (V) | 5        | 2        | 3        | 0        | 4        | −0.626   |                                               |
| 6     | Norge        | 5        | 0        | 5        | 0        | 0        | −2.525   |                                               |

(V) Värdland

### Matcher
| 15 juni 2019 10:45 Rapport |

| Guernsey 108/6 (20 overs)                               | v | Jersey 109/2 (14.2 overs)                        |
| Josh Butler 65* (61) Anthony Hawkins-Kay 4/14 (3 overs) |   | Corey Bisson 54 (34) David Hooper 1/24 (4 overs) |

- Guernsey vann lottningen och valde att slå
- Benjamin Ward (Jersey) gjorde sin T20I debut.

| 15 juni 2019 10:45 Rapport |

| Norge 151/3 (20 overs)                              | v | Italien 85/1 (10 overs)                                  |
| Walid Ghauri 44* (35) Ahmed Wardak 4/20 (3.5 overs) |   | Nicholas Maiolo 39* (22) Hayatullah Niazi 1/19 (2 overs) |

- Norge vann lottningen och valde att slå.
- Italien gavs ett reducerat mål av 66 runs på 10 overs på grund av regn.
- Anam Mollik, Jaspreet Singh (Italien), Khizer Ahmed, Waqas Ahmed, Tafseer Ali, Prithvi Bart, Walid Ghauri, Ansar Iqbal, Raza Iqbal, Javed Maroofkhail, Hayatullah Niazi, Junaid Sheikh och Ehtsham Ul Haq (Norge) gjorde alla sina T20I-debuter.

| 15 juni 2019 15:45 Rapport |

| Guernsey 117 (19.5 overs)                           | v | Tyskland 119/5 (17 overs)                             |
| Ashley Wright 43 (36) Ahmed Wardak 4/20 (3.5 overs) |   | Craig Meschede 39* (26) Anthony Stokes 2/26 (4 overs) |

- Tyskland vann lottningen och valde att fälta.
- Craig Meschede (Tyskland) och Tom Kimber (Guernsey) gjorde båda sina T20I-debuter.

| 16 juni 2019 10:45 Rapport |

| Tyskland 134/8 (20 overs)                            | v | Italien 138/5 (19 overs)                                 |
| Harmanjot Singh 40* (33) Baljit Singh 3/19 (4 overs) |   | Rehman Abdul 37* (31) Izatullah Dawlatzai 3/23 (4 overs) |

- Italien vann lottningen och valde att fälta.

| 16 juni 2019 10:45 Rapport |

| Jersey 131/9 (20 overs)                        | v | Danmark 113/8 (20 overs)                         |
| Jonty Jenner 36 (27) Hamid Shah 4/23 (4 overs) |   | Abdul Hashmi 29 (29) Elliot Miles 3/10 (3 overs) |

- Danmark vann lottningen och valde att fälta.
- Saif Ahmad, Taranjit Bharaj, Oliver Hald, Abdul Hashmi, Jino Jojo, Delawar Khan, Nicolaj Laegsgaard, Bashir Shah, Hamid Shah, Zishan Shah och Anique Uddin (Danmark) gjorde alla sina T20I-debuter.

| 16 juni 2019 15:45 Rapport |

| Italien 121 (19.2 overs)                          | v | Guernsey 110/8 (20 overs)                                |
| Joy Perera 47 (28) Luke Le Tissier 3/17 (4 overs) |   | Ben Ferbrache 55 (43) Gayashan Munasinghe 4/11 (4 overs) |

- Guernsey vann lottningen och valde att fälta.
- Charanjeet Singh (Italien) gjorde sin T20I-debut.

| 16 juni 2019 15:45 Rapport |

| Jersey 160/5 (20 overs)                          | v | Norge 80 (19.2 overs)                          |
| Ben Stevens 44 (41) Prithvi Bhart 1/14 (4 overs) |   | Tafseer Ali 19 (28) Ben Stevens 3/17 (4 overs) |

- Jersey vann lottningen och valde att slå.
- Abdullah Sheikh (Norge) gjorde sin T20I-debut.

| 17 juni 2019 10:45 Rapport |

| Danmark 141/7 (20 overs)                      | v | Norge 95/9 (20 overs)                             |
| Hamid Shah 40 (40) Waqas Ahmed 2/24 (3 overs) |   | Hayatullah Niazi 27 (23) Saif Ahmad 3/9 (4 overs) |

- Danmark vann lottningen och valde att slå.
- Rizwan Mahmood (Danmark) gjorde sin T20I-debut.
- Matchen skulle ursprungligen spelas på 15 juni men blev flyttad till 17 juni på grund av regn.[27]

| 18 juni 2019 10:45 Rapport |

| Danmark 100/9 (16 overs)                              | v | Guernsey |
| Nicolaj Laegsgaard 39 (24) David Hooper 3/5 (2 overs) |   |          |

- Danmark vann lottningen och valde att slå.
- Matchen tvingades att avbrytas på grund av regn. En ny match schemalades på 20 juni.
- Jordan Martel (Guernsey) gjorde sin T20I-debut.

| 18 juni 2019 15:45 Rapport |

| Danmark | v | Italien |
|         |   |         |

- Danmark vann lottningen och valde att slå.
- Matchen kunde inte spelas på grund av regn. En ny match schemalades på 20 juni.
- Anders Bülow gjorde sin T20I-debut.

| 19 juni 2019 10:45 Rapport |

| Norge 95/6 (16 overs)                             | v | Guernsey 96/6 (15.5 overs)                    |
| Walid Ghauri 38 (28) Jordan Martel 3/15 (3 overs) |   | Josh Butler 36 (37) Raza Iqbal 2/20 (4 overs) |

- Guernsey vann lottningen och valde att fälta.
- Matchen reducerades till 16 overs per lag på grund av regn.
- Pratik Agnihotri och Nazakat Ali (Norge) gjorde båda sina T20I-debuter.

| 19 juni 2019 15:45 Rapport |

| Jersey 149/6 (20 overs)                           | v | Italien 76 (16.5 overs)                                |
| Jonty Jenner 71 (54) Rakibul Hasan 2/23 (4 overs) |   | Rehman Abdul 15 (16) Charles Perchard 4/14 (3.5 overs) |

- Italien vann lottningen och valde att fälta.

| 19 juni 2019 15:45 Rapport |

| Danmark 109/8 (20 overs)                         | v | Tyskland 110/3 (14.3 overs)                              |
| Anique Uddin 31 (29) Ahmed Wardak 3/26 (4 overs) |   | Craig Meschede 67 (43) Nicolaj Laegsgaard 1/16 (3 overs) |

- Tyskland vann lottningen och valde att fälta.
- Michael Richardson (Tyskland) gjorde sin T20I-debut.

| 20 juni 2019 10:45 Rapport |

| Guernsey 118/7 (20 overs)                               | v | Danmark 112/9 (20 overs)                                    |
| Oliver Newey 23* (26) Nicolaj Laegsgaard 2/13 (4 overs) |   | Nicolaj Laegsgaard 26 (28) William Peatfield 3/23 (4 overs) |

- Danmark vann lottningen och valde att fälta.
- Omar Hayat (Danmark) gjorde sin T20I-debut.

| 20 juni 2019 10:45 Rapport |

| Norge 99 (20 overs)                                         | v | Tyskland 101/3 (11.1 overs)                            |
| Pratik Agnihotri 19 (27) Izatullah Dawlatzai 3/27 (4 overs) |   | Michael Richardson 35* (25) Waqas Ahmed 1/22 (2 overs) |

- Tyskland vann lottningen och valde att fälta.

| 20 juni 2019 15:45 Rapport |

| Danmark 158/9 (20 overs)                        | v | Italien 128 (19.3 overs)                          |
| Zishan Shah 50 (36) Baljit Singh 4/20 (4 overs) |   | Michael Ross 34 (20) Oliver Hald 3/18 (3.3 overs) |

- Danmark vann lottningen och valde att slå.
- Simranjit Singh (Italien) gjorde sin T20I-debut.

| 20 juni 2019 15:45 Rapport |

| Jersey 134/5 (20 overs)                                      | v | Tyskland 136/7 (14.2 overs)                        |
| Benjamin Ward 58* (38) Abdul-Shakoor Rahimzei 2/21 (4 overs) |   | Craig Meschede 40 (25) Benjamin Ward 2/14 (1 over) |

- Tyskland vann lottningen och valde att fälta.